# Trönö församling
Trönö församling var en församling i Uppsala stift och i Söderhamns kommun. Församlingen uppgick 2013 i Norrala-Trönö församling.

## Administrativ historik
Församlingen har medeltida ursprung. Församlingen var till 2013 annexförsamling i pastoratet Norrala och Trönö. Församlingen uppgick 2013 i Norrala-Trönö församling.

## Kyrkor
- Trönö gamla kyrka
- Trönö nya kyrka